# Dendrolagus bennettianus
Dendrolagus bennettianus är en pungdjursart som beskrevs av De Vis 1886. Dendrolagus bennettianus ingår i släktet trädkänguruer och familjen kängurudjur. IUCN kategoriserar arten globalt som nära hotad. Inga underarter finns listade.
Artepitet i det vetenskapliga namnet hedrar naturforskaren George Bennett.

## Utseende
Liksom andra släktmedlemmar men i motsats till andra kängurudjur har arten nästan lika lång främre och bakre extremiteter. Honor är med en kroppslängd (huvud och bål) av 69 till 70,5 cm, en svanslängd av 73 till 80 cm och med en vikt av 8 till 10,6 kg mindre än hannar. Exemplar av hankön blir 72 till 75 cm långa (huvud och bål), har en 82 till 84 cm lång svans och väger 11,5 till 13,7 kg. Den långa svansen används inte som gripverktyg utan för att hålla balansen. Hos Dendrolagus bennettianus förekommer främst mörkbrun päls på ovansidan och ljusare brun päls på undersidan. Huvudets topp och regionen kring axlarna är lite rödaktiga, kring ögonen är pälsen mer gråaktig och fötterna är svarta. Artens svans har en svart fläck nära bålen och en ljus fläck på ovansidan.

## Utbredning
Pungdjuret förekommer på östra sidan av Kap Yorkhalvön (Australien). Arten vistas i låglandet och i upp till 1 400 meter höga bergstrakter. Habitatet utgörs främst av tropisk regnskog.

## Ekologi
Dendrolagus bennettianus har bra förmåga att klättra i träd. Den kan även hoppa från en gren till en annan gren som ligger 9 meter lägre. Individerna är främst aktiva på natten och de lever ensam när honan inte är brunstig. De enda flockar som kan förekomma är honor med ungar från olika kullar. Hannar och honor etablerar revir och mellan individer av samma kön finns inga överlappningar. Vid territoriernas gränser förekommer strider mellan hannarna som kan leda till tydliga sår. Dendrolagus bennettianus vilar på dagen i träd och gömmer sig bakom lianer eller bakom det täta bladverket.
Djuret äter främst blad från växter som tillhör släktena Ganophyllum, Aidia och Schefflera. I födan ingår dessutom slingerväxter av släktet Pisonia, ormbunkar av släktet Platycerium och olika frukter.
Fortplantningssättet är föga känt. Det antas vara lika som hos andra släktmedlemmar.

## Bildgalleri

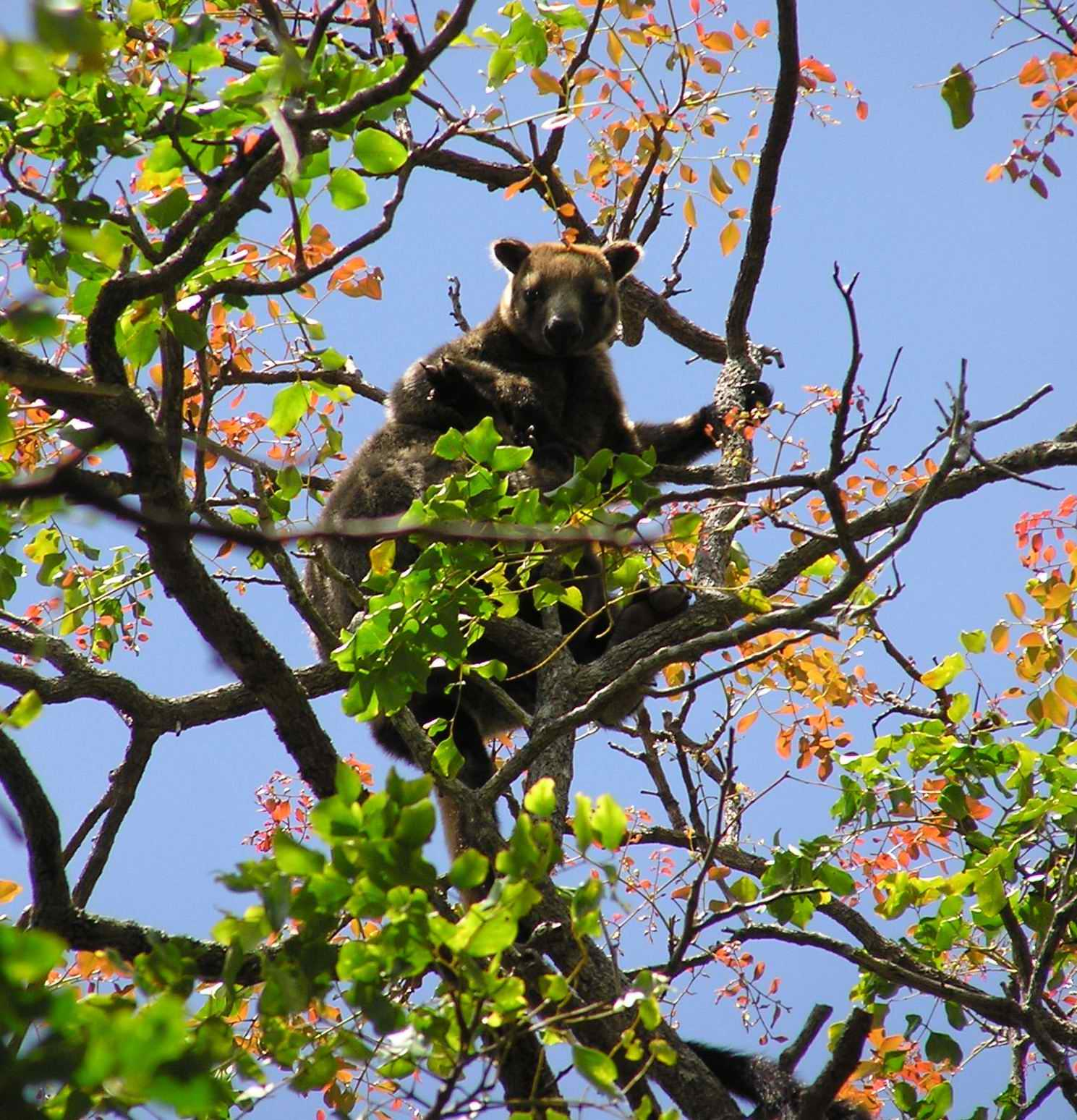
Hona med unge.